# Kauri-Bäume
Die Kauri-Bäume (Agathis), auch Kaurifichten  oder Kaurikiefern genannt, sind eine Pflanzengattung in der Familie der Araukariengewächse (Araucariaceae).

## Beschreibung

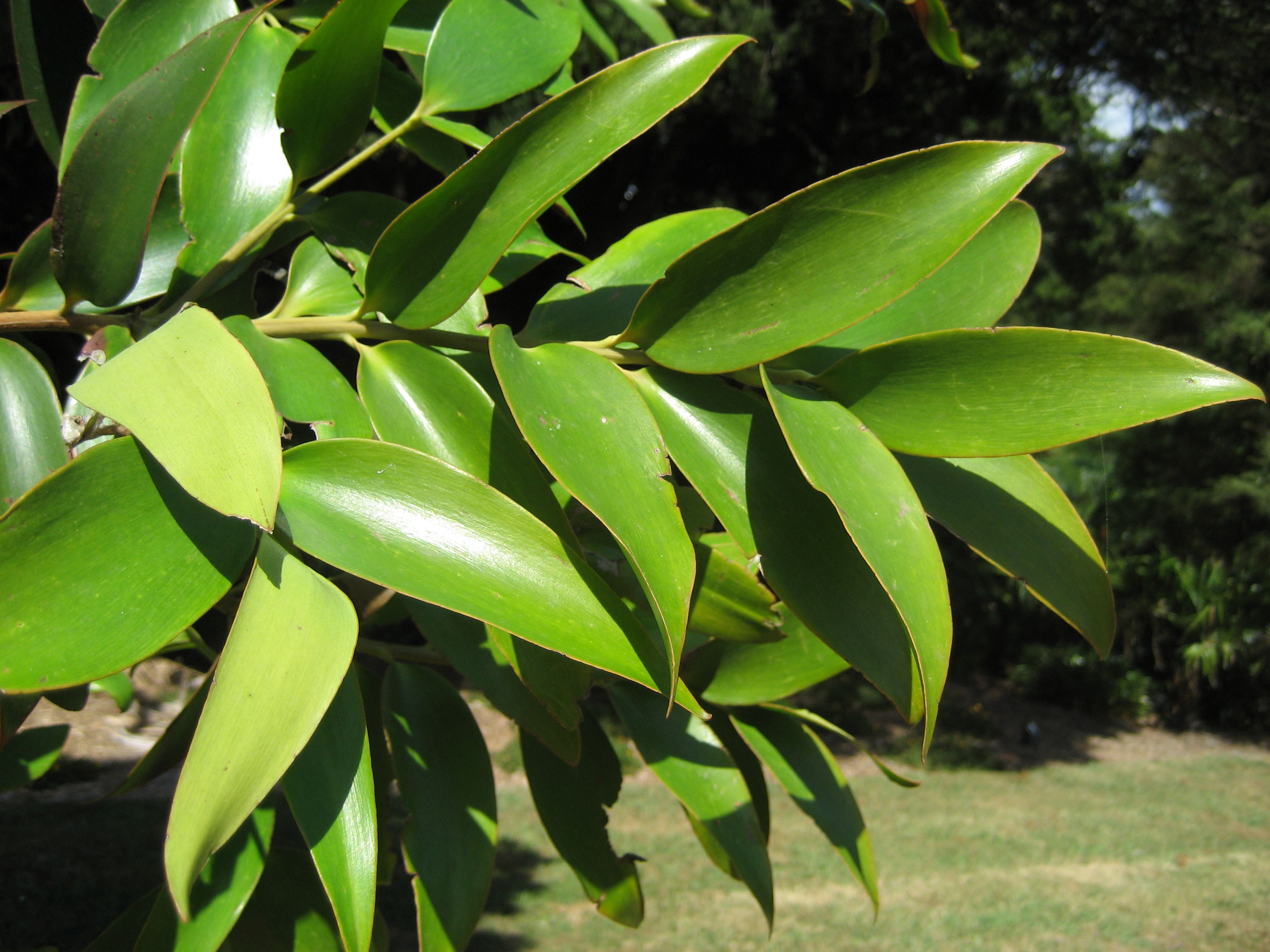
Zweig mit Blättern der Queensland-Kaurifichte (Agathis robusta)

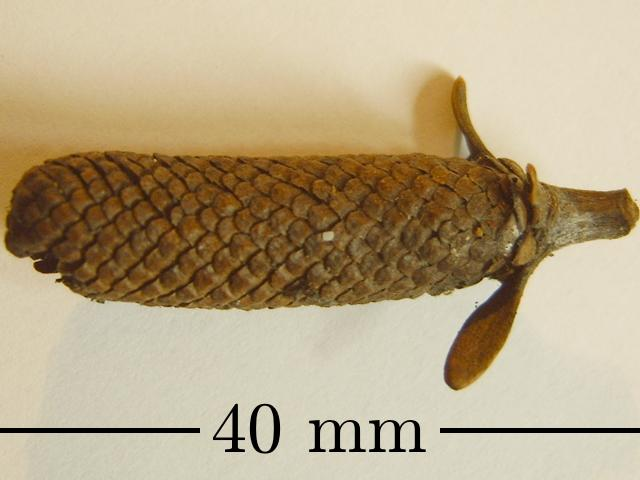
Männlicher Zapfen des Neuseeländischen Kauri-Baumes (Agathis australis)

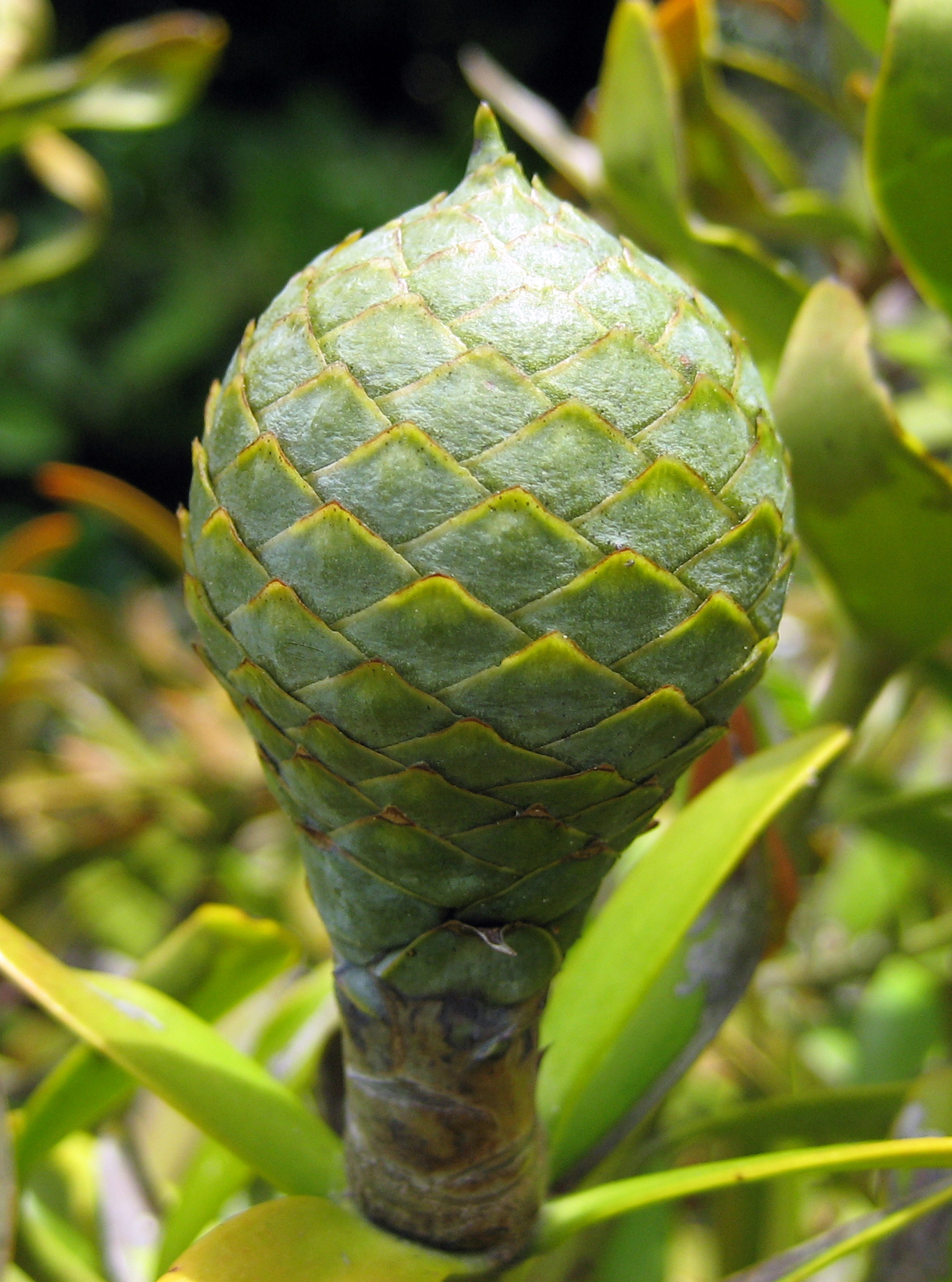
Zapfen des Neuseeländischen Kauri-Baumes (Agathis australis)

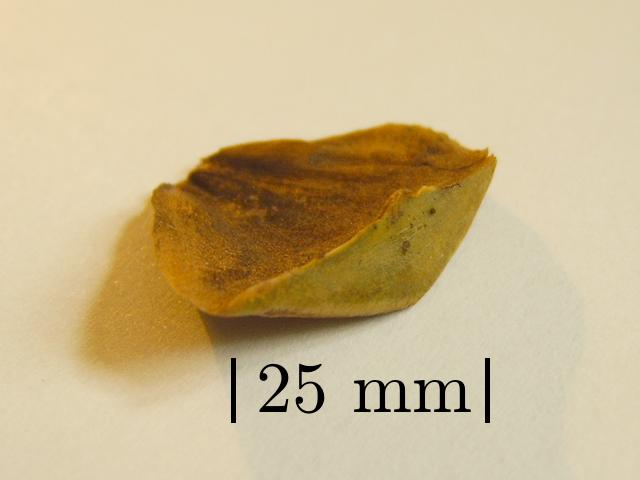
Zapfenschuppe des Neuseeländischen Kauri-Baumes (Agathis australis)

### Vegetative Merkmale
Kauri-Bäume sind immergrüne, sehr große Bäume. Unter einer kugelförmigen Krone haben sie starke Stämme. Junge Pflanzen haben eine konische Form. Die Rinde ist glatt und grau bis rötlich. Die Zweige wachsen horizontal oder bei älteren Exemplaren zeigen sie auch unregelmäßig nach oben. Wenn die Zweige abfallen, hinterlassen sie runde Narben am Stamm. Die Knospen sind kugelförmig mit überlappenden Schuppen.
Die Keimlinge besitzen zwei lanzettliche Keimblätter (Kotyledonen).
Laubblätter an jungen Bäumen sind größer und anders geformt als an ausgewachsenen Bäumen. Die Blätter sind gegenständig oder wechselständig oder spiralig am Zweig angeordnet. Die Blätter an erwachsenen Bäumen sind  oval bis linealisch geformt, flach, breit, ledrig und dick mit vielen parallelen Nerven und einem kurzen Stiel. Anfangs sind die Blätter rötlich und werden später dunkelgrün, wenn sie abfallen, hinterlassen sie eine deutliche Narbe.

### Generative Merkmale
Agathis-Arten sind meist einhäusig getrenntgeschlechtig (monözisch). Die männlichen Zapfen sind zylindrisch und haben an der Basis rundliche Schuppen. Weibliche Zapfen werden normalerweise an kurzen Zweigen gebildet, sie sind rundlich oval mit vielen breit ovalen Zapfenschuppen und brauchen von der Bestäubung bis zur Reife zwei Jahre. Die mehr oder weniger eiförmigen Samen haben zwei (manchmal ungleichmäßig geformte) Flügel.

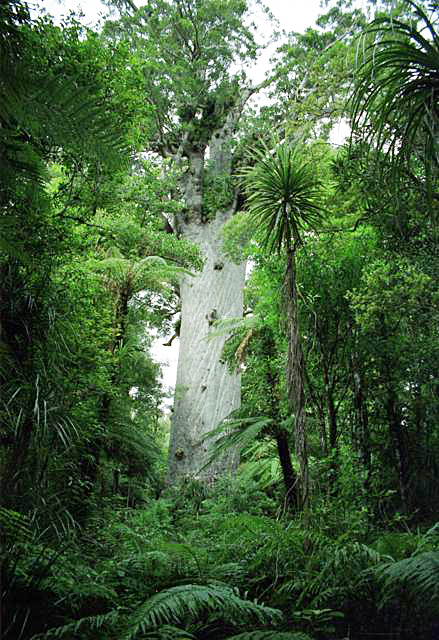
Neuseeländischer Kauri-Baum (Agathis australis)

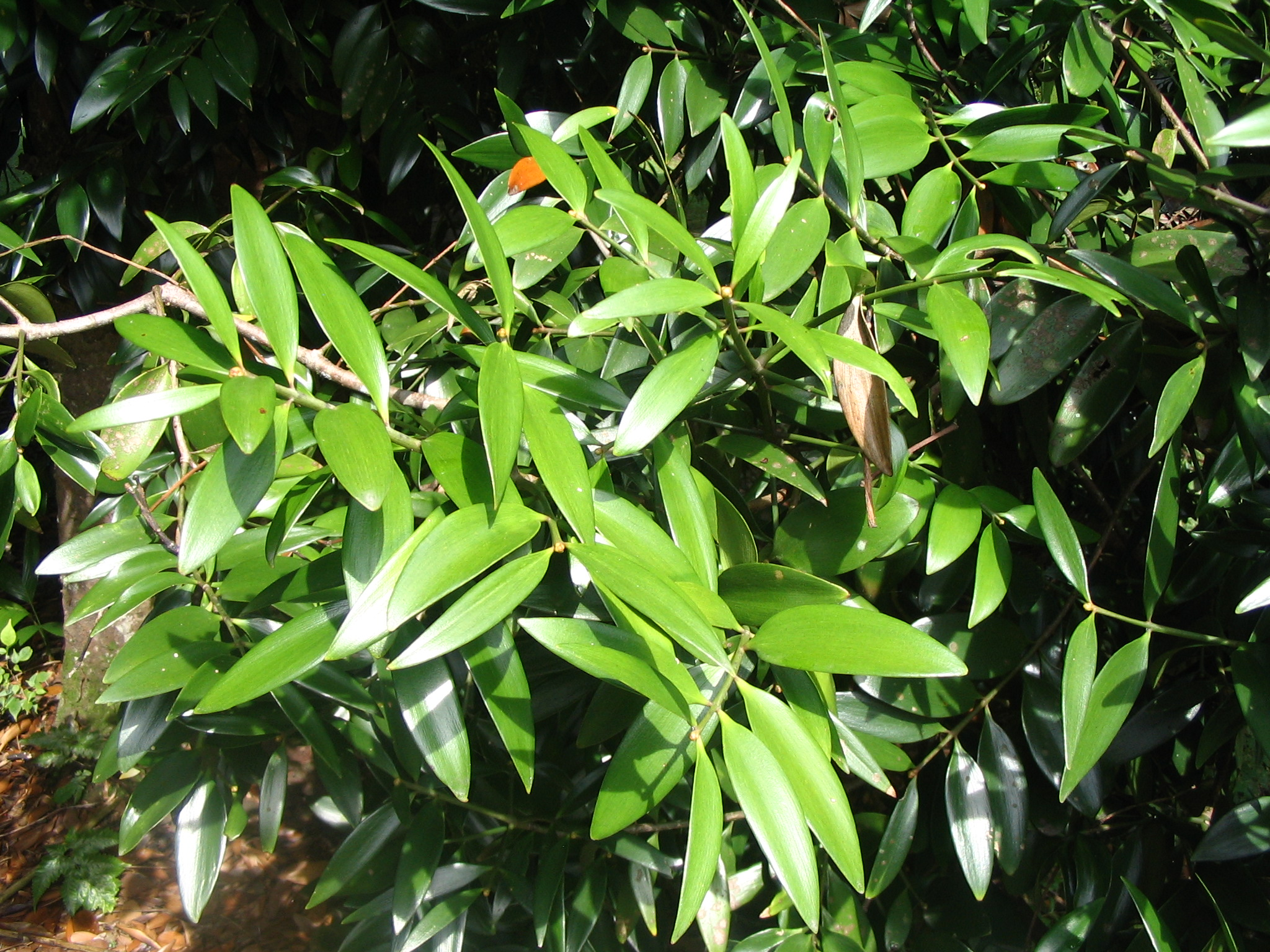
Zweig mit Blättern von Agathis borneensis

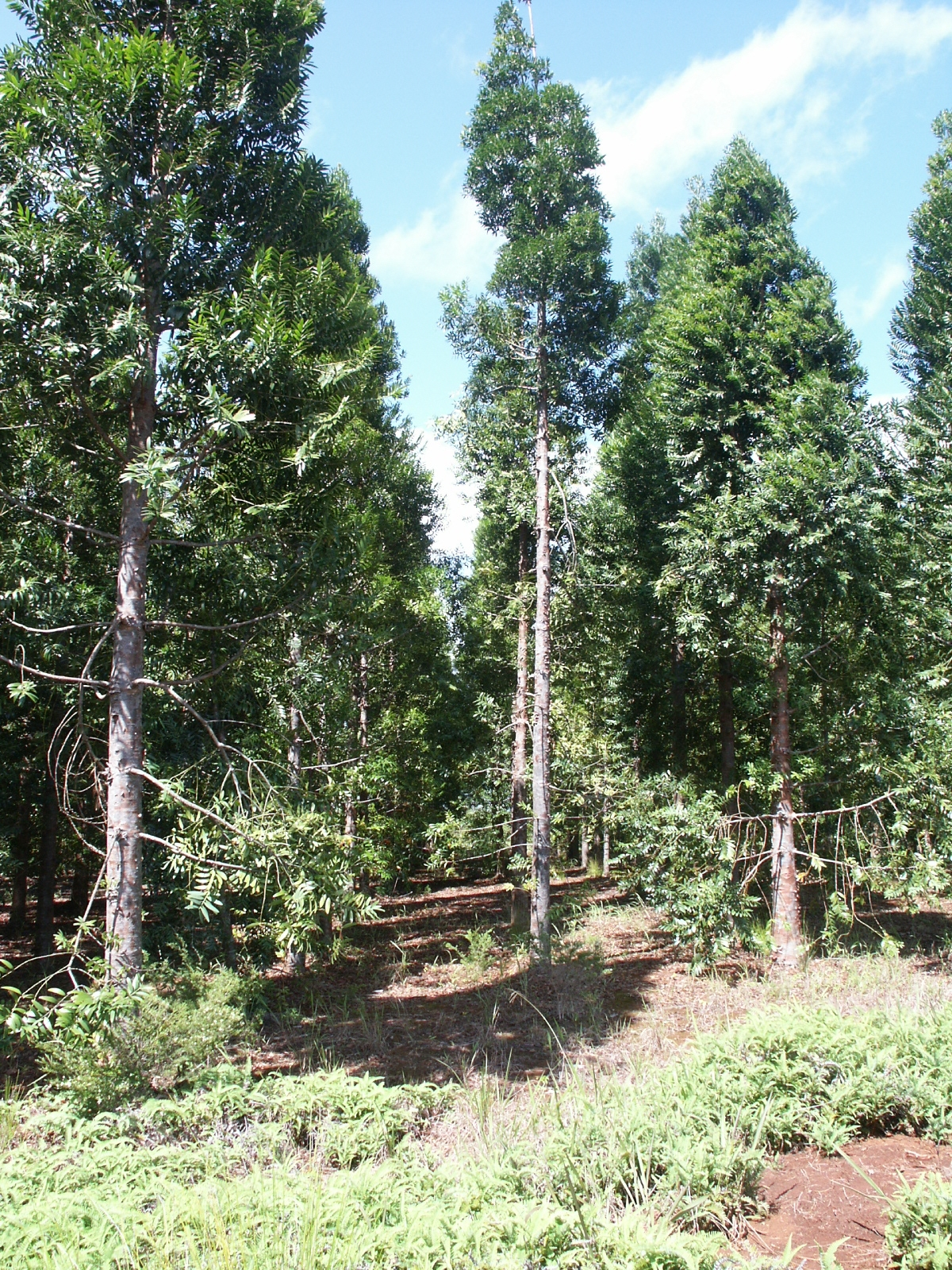
Agathis lanceolata

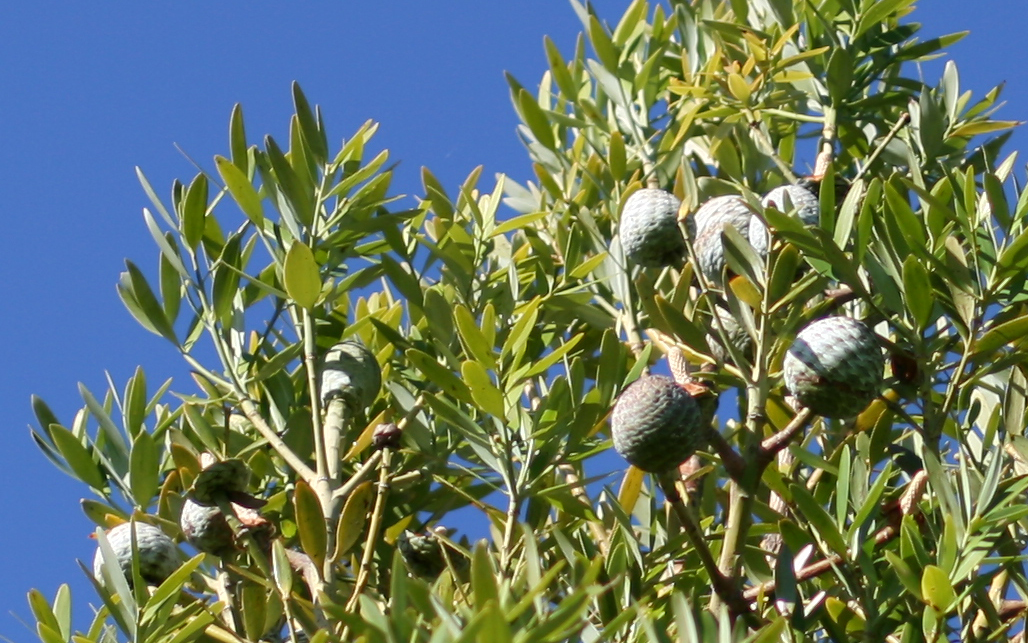
Zweig mit Blättern und Zapfen von Agathis macrophylla

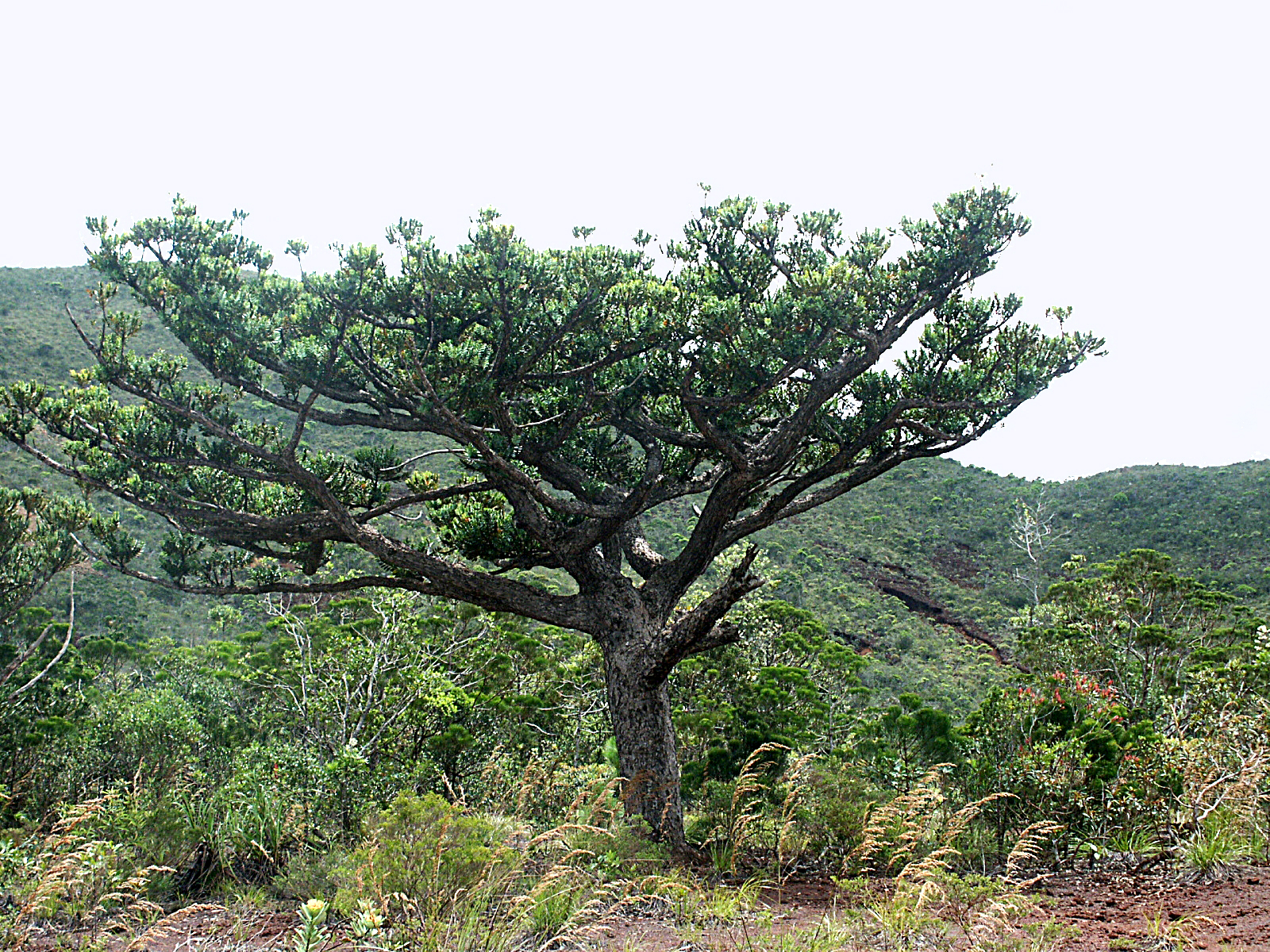
Agathis ovata in Neukaledonien

## Standorte
Agathis-Arten besiedeln feuchte tropische Regenwälder und halbimmergrüne Monsunwälder, die eine mehrmonatige Trockenperiode haben. Sie wachsen auf allen Höhenstufen von fast Meeresniveau bis 2500 Metern. In der Ebene sind sie auf ganz unterschiedlichen Böden zu finden: von sandigen Böden über Kalkböden und vulkanische Böden bis zu silikatischen Böden. Meistens sind sie die größten Bäume eines Standortes, aber auf ungünstigen Standorten können sie auch eine untere Etage eines Waldes bilden.

## Systematik und Verbreitung
Die Gattung Agathis wurde 1807 von Richard Anthony Salisbury in Transactions of the Linnean Society of London, Volume 8, Seite 311 aufgestellt. Typusart ist Agathis loranthifolia Salisb. Synonyme für Agathis Salisb. sind Dammara (Rumph.) Lam. und Salisburyodendron A.V.Bobrov et Melikyan.
Agathis-Arten sind nur im pazifischen Raum von der Halbinsel Malaysia bis Neuseeland, einschließlich der Philippinen, Neuguinea, Melanesien und Australien, beheimatet.  Sie haben eine Verbreitung von 10°30' N bis 38° S und von 96° O bis 180° O. Alle Arten außer Agathis australis sind nur in den Tropen verbreitet.
Die Gattung Agathis Salisb. enthält etwa 17 Arten:
- Agathis atropurpurea B.Hyland: Sie kommt nur im australischen Bundesstaat Queensland vor.[1]
- Neuseeländischer Kauri-Baum (Agathis australis (D.Don) Lindl.)[2]: Die Heimat ist Neuseelands Nordinsel.[1]
- Agathis borneensis Warb.: Die Heimat ist das westliche Malaysia mit Sumatra und Borneo.[1]
- Dammarabaum (Agathis dammara (Lamb.) Poir., Syn.: Agathis philippensis Warb.): Die Heimat sind Teile Indonesiens sowie der Philippinen[1], möglicherweise auch Vietnam und Neuguinea.
- Agathis flavescens Ridl.: Die Heimat ist die Malaiische Halbinsel.[1]
- Agathis kinabaluensis de Laub.: Die Heimat ist Borneo.[1]
- Agathis labillardieri Warb.: Die Heimat ist Neuguinea.[1]
- Agathis lanceolata Warb.: Die Heimat ist Neukaledonien.[1]
- Agathis lenticula de Laub.: Die Heimat ist Borneo.[1]
- Agathis macrophylla (Lindl.) Mast.: Die Heimat ist Fidschi, die Santa-Cruz-Inseln und Vanuatu.[1]
- Agathis microstachya J.F.Bailey & C.T.White: Sie kommt nur im australischen Bundesstaat Queensland vor.[1]
- Agathis montana de Laub.: Die Heimat ist das nordöstliche Neukaledonien.[1]
- Agathis moorei (Lindl.) Mast.: Die Heimat ist Neukaledonien.[1]
- Agathis orbicula de Laub.: Die Heimat ist Borneo.[1]
- Agathis ovata (C.Moore ex Vieill.) Warb.: Die Heimat ist das zentrale und südöstliche Neukaledonien.[1]
- Queensland-Kaurifichte (Agathis robusta (C.Moore ex F.Muell.) F.M.Bailey): Es gibt zwei Unterarten:
  - Agathis robusta subsp. nesophila Whitmore: Sie kommt von Papua-Neuguinea bis Neubritannien vor.[1]
  - Agathis robusta subsp. robusta: Sie kommt von Papua-Neuguinea bis ins östliche Queensland vor.[1]
- Agathis silbae de Laub.: Dieser Endemit kommt nur auf Vanuatu vor.[1]